# Алесандро Нанини
Алесандро Нанини „Сандро“ е пилот във Формула 1 от Италия, роден на 7 юли 1959 година. Той е по-малкият брат на рок-певицата Джана Нанини.
Нанини прави своя дебют във Формула 1 през 1986 година с екипа на Минарди заедно със сънародника си Андреа де Чезарис. Той остава в Минарди и през 1987 г. този път с испанеца Адриан Кампос. Въпреки че не печели точки в тези два сезона и се оттегля от повечето състезания поради ненадеждната си кола, неговите изпълнения са достатъчно впечатляващи и му печелят място в по-конкурентния отбор на Бенетон за 1988 г. През 1989 г. печели Голямата награда на Япония.